# Палатов, Александр Сергеевич
Александр Сергеевич Палатов (род. 09 июня 1995, Железногорск, Красноярский край) – российский пловец, Чемпион и рекордсмен Мира среди юниоров, серебряный призер первенства Европы, Чемпион России, многократный призёр Чемпионатов и Кубков России, Мастер спорта России международного класса .
По словам тренера Виктора Сапрыкина Александр Палатов – универсальный брассист, плавает все дистанции – 50, 100 и 200 метров, но из-за невысокого роста и достаточно небольшого веса тела основной акцент Александр Палатов делает на 200-метровую дистанцию .

## Спортивная биография
Родители с пяти лет начали водить Александра в бассейн в секцию ДЮСШ «Юность» города Железногорска . Первые успехи появились лишь в 13 лет, после чего Александр начал заниматься плаванием серьёзно. В результате уже в 15 лет Александр Палатов стал победителем первенства России среди юношей, выполнив норматив Мастера спорта России .
Первым тренером Александра стал тренер железногорской ДЮСШ «Юность» Андрей Марков.
Из-за отсутствия перспектив развития в Железногорске тренер Александра рекомендовал ему перебраться в крупный город. Тренеры из Волгограда и Санкт-Петербурга предложили ему тренироваться и выступать за сборные своих регионов. Александр сделал выбор в пользу Волгоградской школы плавания и стал тренироваться в Плавательном клубе «Волга».

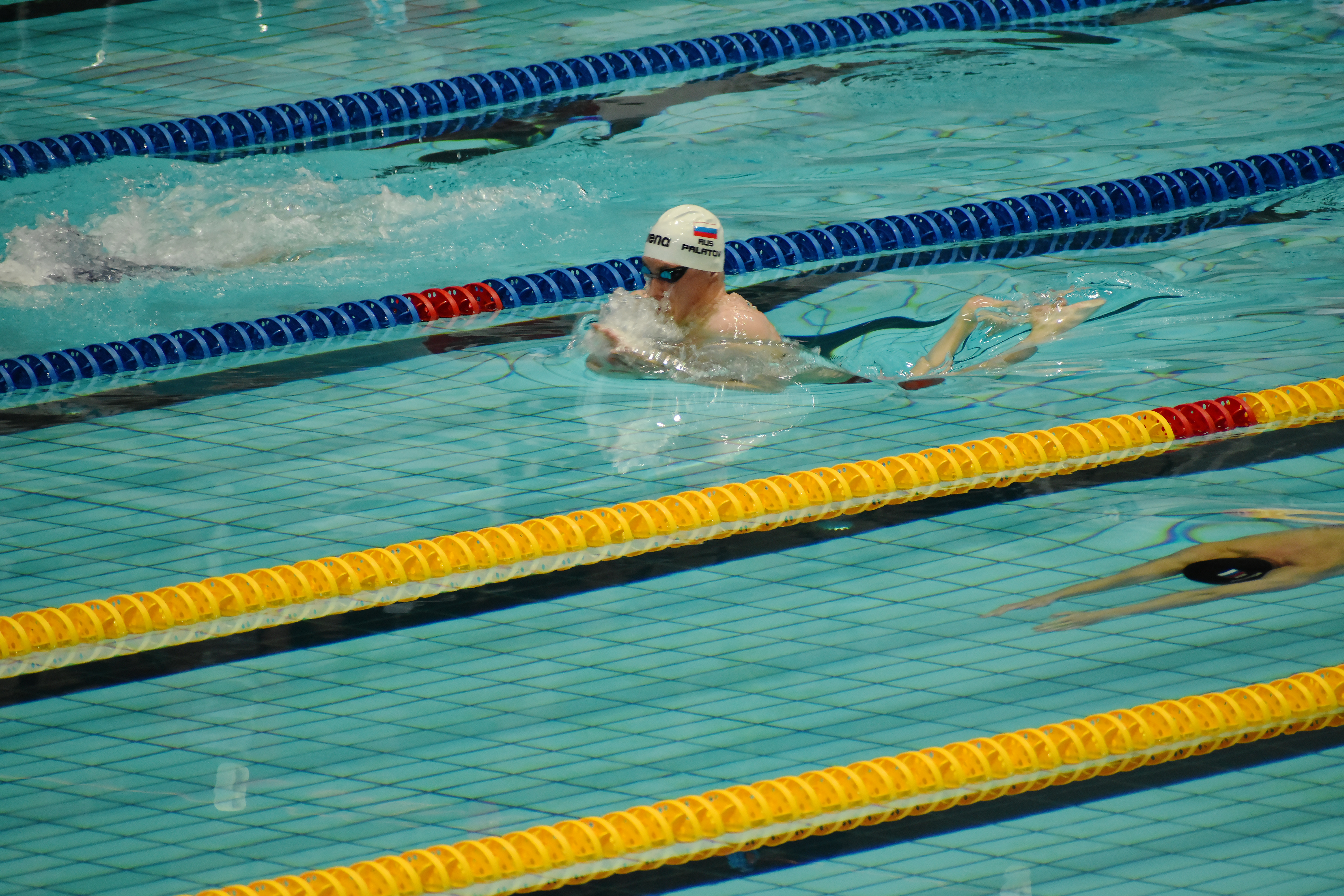
Александр Палатов на дистанции брассом

В ноябре 2012 года на проводившимся в Волгограде чемпионате России по плаванию на короткой воде в комбинированной эстафете 4х100 м с командой Волгоградской области стал бронзовым призёром с итоговым результатом 3:33.17
В апреле 2013 года На Кубке России по плаванию (50 м бассейн) в Казани на дистанции 200 м брассом в полуфинале показал время 2:13.99, в 17 лет выполнив норматив Мастера спорта России международного класса , а в финале среди юношей занял второе место, показав 2:14.41. По итогам успешного выступления на этом Кубке России Александр Палатов попал в юниорскую сборную России, представлявшую страну на первенстве Европы по плаванию.
В июле 2013 года на Чемпионате Европы среди юниоров (50 м бассейн) в Познани на дистанции 100 м брассом в предварительном заплыве показал 1:02.57. На дистанции 200 м брассом в предварительном заплыве показал 2:13.07, в полуфинальном 2:14.36, а в финальном заработал серебро с результатом 2:12.69.
В августе 2013 года на юношеском Чемпионате мира (50 м бассейн) в Дубае
на дистанции 200 м брассом в предварительном заплыве показал 2:13.43, а в финале победил с результатом 2:10.75 и установил юношеский Рекорд мира.
В октябре 2013 на Кубке мира (25 м бассейн) в Москве на 100 м брассом в предварительном заплыве показал 1:00.75 и не прошёл в финал, а на дистанции 200 м брассом в предварительном заплыве показал 2:09.33 и в финале занял 5-е место с результатом 2:09.36.
В мае 2014 года На Чемпионате России по плаванию (50 м бассейн), проходившем в Москве, на дистанции 100 м брассом в предварительном заплыве показал результат 1:02.35, в полуфинальном 1:01.57 и в финале занял 7 место с результатом 1:01.60. На дистанции 200 м брассом в предварительном заплыве показал время 2:17.27, в полуфинальном 2:12.28, а в финале победил, став Чемпионом России с результатом 2:10,94 и таким образом отобрался на чемпионат Европы в Германию. В финальном заплыве комбинированной эстафеты 4х100 м с партнёрами по Волгограду Н.Коноваловым, Е.Коптеловым и В.Морозовым стал серебряным призёром Чемпионата России (итоговый результат 3:35.89), продемонстрировав на своём этапе время 1:01.08.

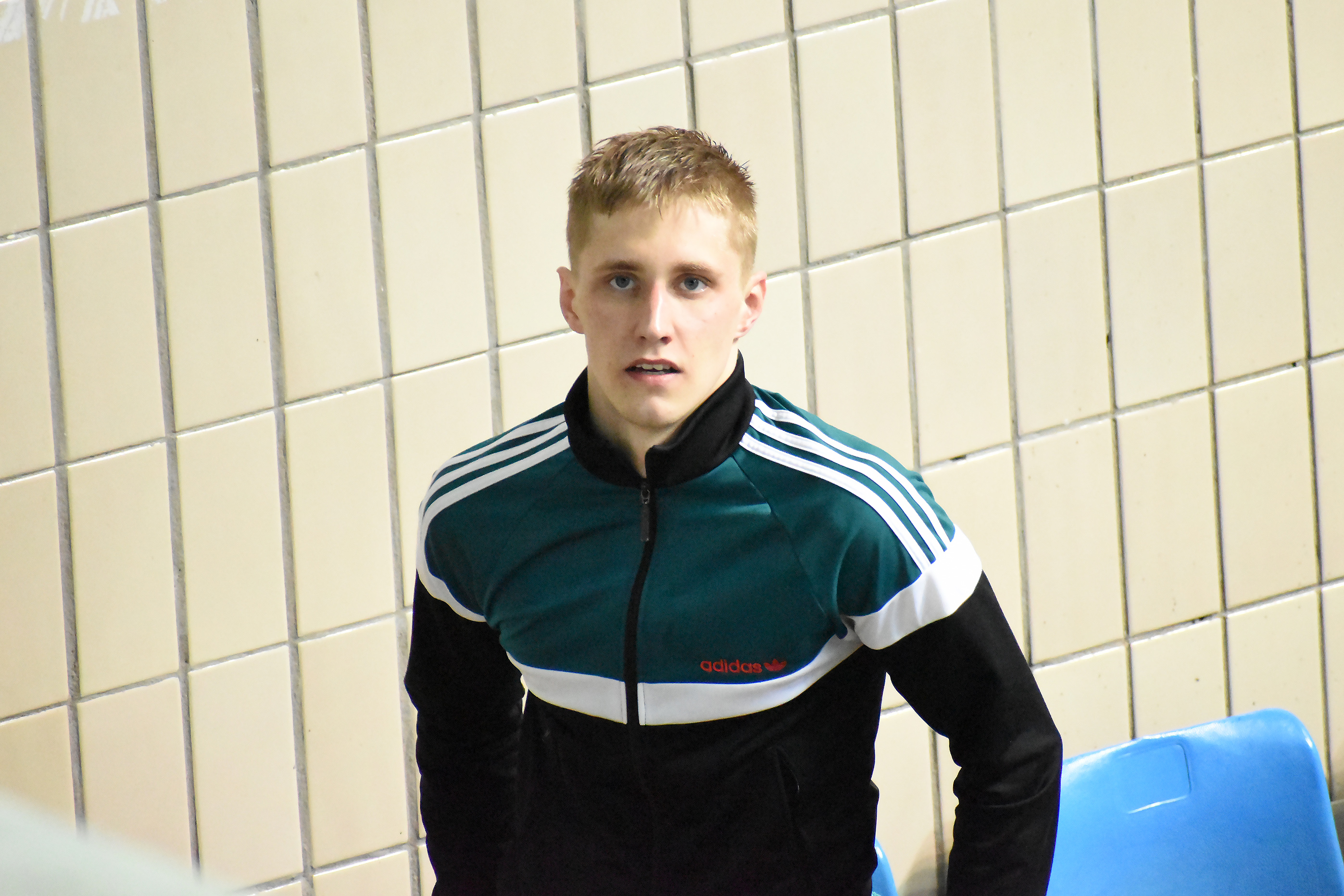
Александр Палатов на ЧР по плаванию 2019

В июне 2014 года принял участие на втором (в Кане) и третьем (Барселона) этапах "Маре Нострум" (50 м бассейн).
Результаты второго этапа в Кане: Брасс 50 м – в предварительном заплыве показал время 28.79 и не прошёл в финал. Брасс 100 м  –  в предварительном заплыве показал время 1:02.47 и в финале занял 11-е со временем 1:02,07. Брасс 200 м  – в предварительном заплыве проплыл 2:13.79 и в финале занял 3-е место с результатом 2:11,87.
На третьем этапе "Маре Нострум" в Барселоне в предварительном заплыве на 100 м брассом показал 1:04.49 и не прошёл в финал.
В августе 2014 года на чемпионате Европы в Берлине (50 м бассейн) в Берлине в предварительном заплыве на 200 м брассом показал 13-й результат 2:13.14 и не прошёл в финал.
В октябре 2014  года на Кубке Мира (25 м бассейн) в Москве на 100 м брассом в предварительном заплыве показал результат 1:00.14 и не попал в финал. На дистанции 200 м брассом в полуфинальном заплыве показал 9-й результат 2:11.15 и не попал в финал.

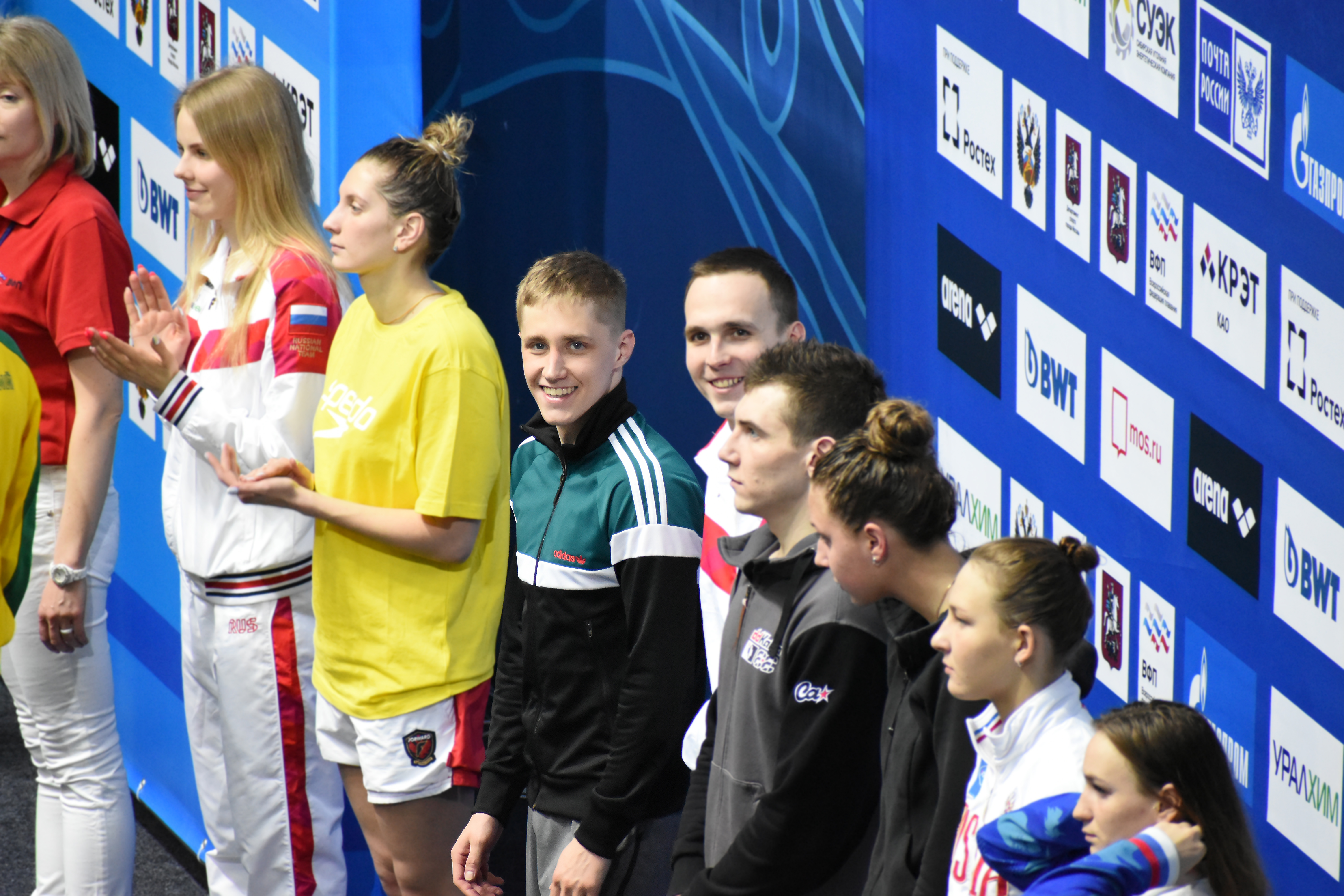
Перед церемонией награждения победителей заплыва 200 м брасс на ЧР 2019: Александр Палатов - серебро

В июле 2017 года на Кубке России (25 м бассейн) в Москве на 50 м брассом в предварительном заплыве показал 28.23, а в финальном заплыве стал шестым с результатом 27.93 . На дистанции 100 м брассом в предварительном заплыве показал 1:01.25, а в финале заработал серебро с результатом 1:00.75.
В ноябре 2018 года на Чемпионате России (25 м бассейн) в Казани на 50 м брассом в предварительном заплыве показал 27.52 и не попал в финал.
На дистанции 100 м брассом в предварительном заплыве показал 58.86, в полуфинальном 58.09, а в финале занял пятое место и продемонстрировал время 58.12.

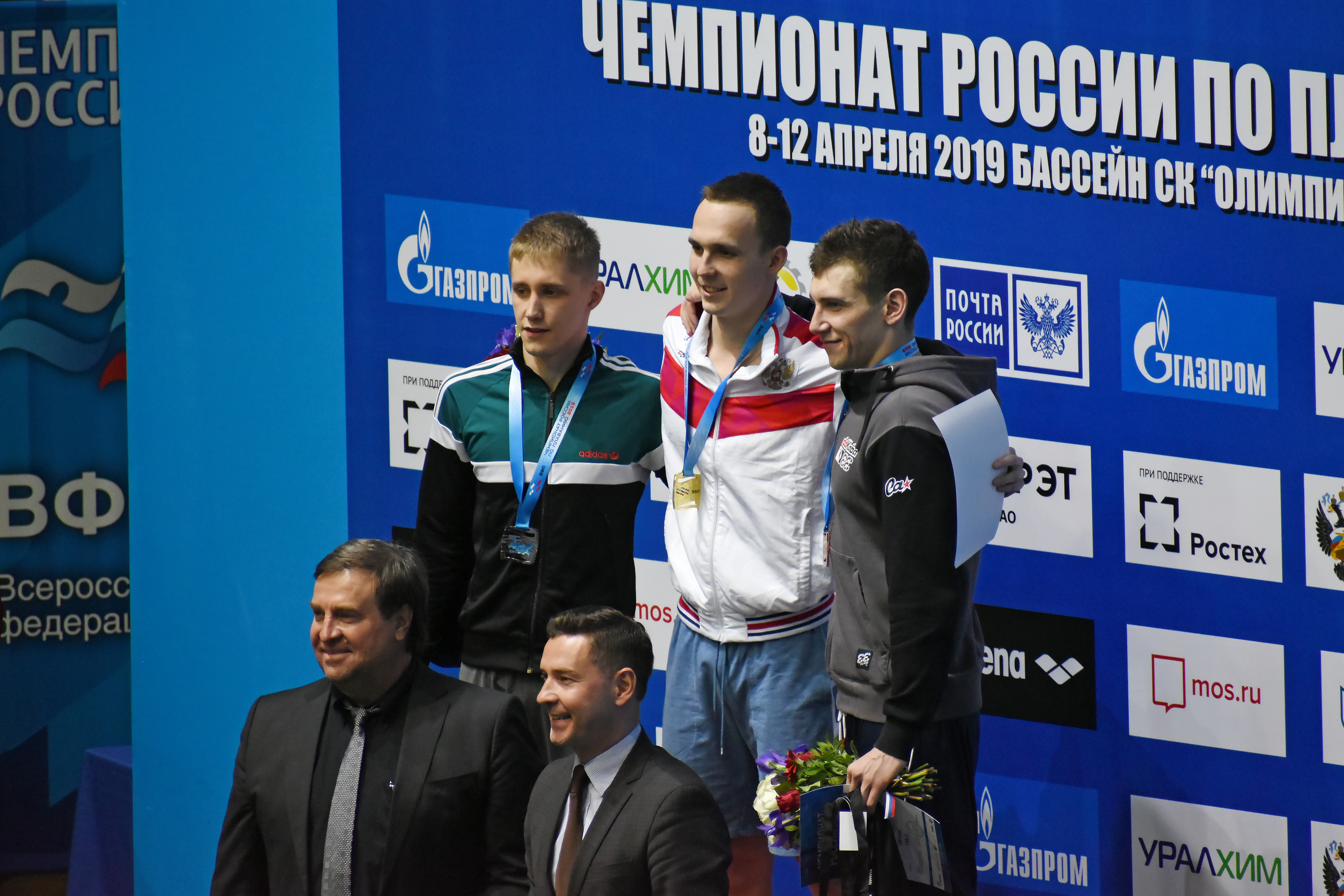
Церемония награждения победителей заплыва 200 м брасс на ЧР 2019: Александр Палатов - серебро

В апреле 2019 года на Чемпионате России по плаванию (50 м бассейн), проходившем в Москве на дистанции 100 м брассом в предварительном заплыве показал 1:00.31, а в финале занял четвёртое место с результатом 1:00.22. На дистанции 200 м брассом в полуфинале показал 2:10.78, а в финале стал вторым с результатом 2:08.70 и таким образом по условиям отбора попал в состав Сборной России на ЧМ по водным видам спорта 2019 в Кванджу, где в предварительном заплыве продемонстрировал время 2:12.06 и не смог пробиться в полуфинал .
В декабре 2020 года на Чемпионате России (25 м бассейн) в Санкт-Петербурге на дистанции 100 м брассом в предварительном заплыве показал 58.04, а в финале занял 8 место с результатом 58.54.
В апреле 2021 года на Открытом Чемпионате России по плаванию (50 м бассейн) в Казани в дисциплине 100 метров брассом в предварительном заплыве показал результат 59.61, а в финале стал бронзовым призёром, преодолев дистанцию за 59.59 секунды. На дистанции 200 м брассом в полуфинальном заплыве проплыл за 2:10.59, а в финале показал пятое место с результатом 2:10.76.

## Личные рекорды
По состоянию на март 2023 года.
| Длинная вода  | Длинная вода | Длинная вода | Длинная вода     |
| Дистанция     | Время        | Дата         | Место проведения |
| ------------- | ------------ | ------------ | ---------------- |
| 50 м брассом  | 27,93        | 01.07.2017   | Москва           |
| 100 м брассом | 59,59        | 04.04.2021   | Казань           |
| 200 м брассом | 2:08,70      | 09.04.2019   | Москва           |

| Короткая вода | Короткая вода | Короткая вода | Короткая вода    |
| Дистанция     | Время         | Дата          | Место проведения |
| ------------- | ------------- | ------------- | ---------------- |
| 50 м брассом  | 27,52         | 11.11.2018    | Казань           |
| 100 м брассом | 58,04         | 14.12.2020    | Санкт-Петербург  |
| 200 м брассом | 2:06,09       | 17.11.2013    | Казань           |